# Norbert Heuser

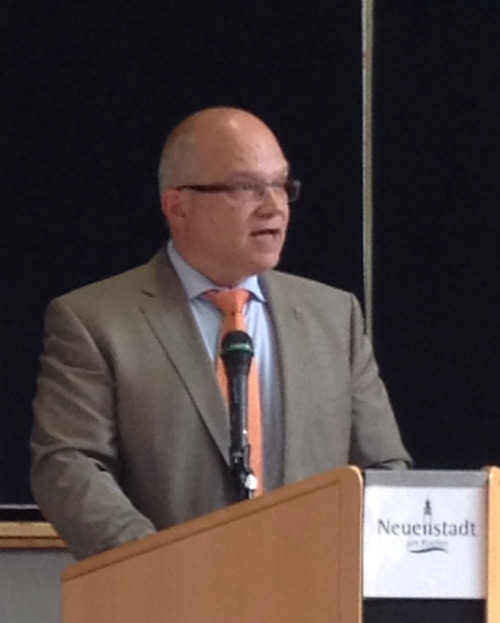
Norbert Heuser (2015)

Norbert Heuser (* 24. März 1965 in Buchen (Odenwald)) ist ein deutscher parteiloser Politiker. Seit 2021 ist er Landrat des Landkreises Heilbronn. Zuvor war er von 2002 bis 2021 Bürgermeister von Neuenstadt am Kocher.

## Ausbildung und Beruf
Heuser wuchs in Krautheim auf. Nach Abitur und Wehrdienst studierte er an der Hochschule für öffentliche Verwaltung und Finanzen Ludwigsburg. Er schloss dieses Studium als Diplom-Verwaltungswirt (FH) ab. Anschließend war er von 1990 bis 2002 Kämmerer der Gemeinde Jagsthausen.

## Politische Karriere
2002 wurde er zum Bürgermeister von Neuenstadt am Kocher gewählt. Im September 2010 wurde er mit 99 Prozent der Stimmen im Amt bestätigt. Seine erneute Wiederwahl fand am 23. September 2018 mit 98,9 Prozent der Stimmen statt. Zusätzlich war er von 2009 bis 2021 als Parteiloser Mitglied der CDU-Fraktion im Kreistag des Landkreises Heilbronn.
Am 28. Juni 2021 wurde er mit 40 der 73 Stimmen vom Kreistag zum Landrat des Landkreises Heilbronn gewählt und konnte sich damit gegens seine beiden Mitbewerber, den Bürgermeister der Gemeinde Pfedelbach Torsten Kunkel (CDU) und den Bürgermeister der Stadt Leingarten Ralf Steinbrenner (parteilos), durchsetzen. Nach seiner Wahl legte er sein Bürgermeisteramt nieder. Er folgte Detlef Piepenburg nach und trat sein Amt am 25. September 2021 an.